# Campeonato Mundial de Tornado
El Campeonato Mundial de Tornado es la máxima competición internacional de la clase de vela Tornado. Se realiza anualmente desde 1972 bajo la organización de la Federación Internacional de Vela (ISAF). Este tipo de embarcación fue una clase olímpica desde los Juegos Olímpicos de Montreal 1976 hasta los de Pekín 2008.

## Palmarés
| Núm.    | Año  | Sede                                | Oro                                                     | Plata                                                   | Bronce                                                     |
| ------- | ---- | ----------------------------------- | ------------------------------------------------------- | ------------------------------------------------------- | ---------------------------------------------------------- |
| I       | 1968 | Kiel ( RFA)                         | Ian Tremlett Bill Tremlett Reino Unido                  | —                                                       | —                                                          |
| II      | 1969 | Melbourne ( Australia)              | Maurice Davies Ian Ramsey Australia                     | —                                                       | —                                                          |
| III     | 1970 | Eau Gallie ( Estados Unidos)        | Paul Lindenberg Jack Sammons Estados Unidos             | —                                                       | —                                                          |
| IV      | 1971 | Weymouth ( Reino Unido)             | Ian Fraser Tim Coventry Reino Unido                     | —                                                       | —                                                          |
| V       | 1972 | Travemünde ( RFA)                   | Robert Jessenig · Hans Polaschegg · Austria             | John Weiser Estados Unidos                              | Ian Fraser Reino Unido                                     |
| VI      | 1973 | Toronto · ( Canadá)                 | Bruce Steward Bruce Harvey Estados Unidos               | John Weiser Estados Unidos                              | Roy Seaman Estados Unidos                                  |
| VII     | 1974 | Honolulu ( Estados Unidos)          | Robert Jessenig · Hans Polaschegg · Austria             | Paul Allen Woody Cox Estados Unidos                     | David McFaull Michael Rothwell Estados Unidos              |
| VIII    | 1975 | Copenhague ( Dinamarca)             | Jörg Spengler Jörg Schmall RFA                          | Reginald White John Osborn Reino Unido                  | Bruce Badeau Douglas Cummings Estados Unidos               |
| IX      | 1976 | Sídney ( Australia)                 | Reginald White John Osborn Reino Unido                  | Brian Lewis Warren Rock Australia                       | Jim Dachtler Estados Unidos                                |
| X       | 1977 | Long Beach ( Estados Unidos)        | Jörg Spengler Rolf Dullenkopf RFA                       | Brian Lewis Warren Rock Australia                       | Keith Notary David Gamblin Estados Unidos                  |
| XI      | 1978 | Weymouth ( Reino Unido)             | Viktor Potapov Alexandr Zybin URSS                      | Reginald White Stephen Olle Reino Unido                 | Brian Lewis Warren Rock Australia                          |
| XII     | 1979 | Kiel ( RFA)                         | Reginald White Stephen Olle Reino Unido                 | Peter Due Per Kjærgård Dinamarca                        | Tobias Neuhann Herbert Plenk RFA                           |
| XIII    | 1980 | Auckland ( Nueva Zelanda)           | Viktor Potapov Alexandr Zybin URSS                      | Hans Prack · Gottlieb Peer · Austria                    | Jörg Spengler Jörg Schmall RFA                             |
| XIV     | 1981 | Carnac ( Francia)                   | Randy Smyth Jay Glaser Estados Unidos                   | Yakov Kliver Serguei Foguiliov URSS                     | Yves Loday Christian Buet Francia                          |
| XV      | 1982 | Kingston · ( Canadá)                | Randy Smyth Jay Glaser Estados Unidos                   | ND                                                      | ND                                                         |
| XVI     | 1983 | Isla Hayling ( Reino Unido)         | Christopher Cairns Scott Anderson Australia             | Wilhelmus van Bladel · Hubertus Lambriex · Países Bajos | Yves Loday Franck Aussedat Francia                         |
| XVII    | 1984 | Melbourne ( Australia)              | Christopher Cairns Scott Anderson Australia             | Randy Smyth Jay Glaser Estados Unidos                   | Wilhelmus van Bladel · Hubertus Lambriex · Países Bajos    |
| XVIII   | 1985 | Travemünde ( RFA)                   | Robert White Jeremy Newman Reino Unido                  | Randy Smyth Jay Glaser Estados Unidos                   | Paul Elvstrøm Trine Elvstrøm Dinamarca                     |
| XIX     | 1986 | Hamilton ( Bermudas)                | Robert White Jeremy Newman Reino Unido                  | Stephan Lange Michael Starken RFA                       | Greg White Daniel Campbell-Jones Reino Unido               |
| XX      | 1987 | Kiel ( RFA)                         | Andreas Hagara · Roman Hagara · Austria                 | Christopher Cairns John Forbes Australia                | Giorgio Zuccoli · Luca Santella · Italia                   |
| XXI     | 1988 | Tallin ( URSS)                      | Yuri Konovalov Serguei Kravtsov URSS                    | Jean-Yves Le Déroff Nicolas Hénard Francia              | Giorgio Zuccoli · Luca Santella · Italia                   |
| XXII    | 1989 | Houston ( Estados Unidos)           | Mitchell Booth John Forbes Australia                    | Giorgio Zuccoli · Angelo Glisoni · Italia               | Allan Goddell Greg Cann Australia                          |
| XXIII   | 1990 | Medemblik · ( Países Bajos)         | Christophe Clévenot Maurice Eisenblatter Francia        | Bradley Schafferius Lachlan Gilbert Australia           | Andreas Hagara · Roman Hagara · Austria                    |
| XXIV    | 1991 | Cagliari · ( Italia)                | Giorgio Zuccoli · Angelo Glisoni · Italia               | Walter Pirinoli · Marco Pirinoli · Italia               | Oliver Schwall · René Schwall · Alemania                   |
| XXV     | 1992 | Perth ( Australia)                  | Mitchell Booth John Forbes Australia                    | Oliver Schwall · René Schwall · Alemania                | Frédéric Le Peutrec Richard De Méo Francia                 |
| XXVI    | 1993 | Long Beach ( Estados Unidos)        | Oliver Schwall · René Schwall · Alemania                | Mitchell Booth John Forbes Australia                    | Christophe Clévenot Yvon Quernec Francia                   |
| XXVII   | 1994 | Båstad · ( Suecia)                  | Fernando León Boissier · José Luis Ballester · España   | Helge Sach · Jens-Christian Sach · Alemania             | Mitchell Booth John Forbes Australia                       |
| XXVIII  | 1995 | Kingston · ( Canadá)                | Walter Pirinoli · Marco Pirinoli · Italia               | Jean-Christophe Mourniac Philippe Mourniac Francia      | Fernando León Boissier · José Luis Ballester · España      |
| XXIX    | 1996 | Brisbane ( Australia)               | Roland Gäbler · Frank Parlow · Alemania                 | Fernando León Boissier · José Luis Ballester · España   | Darren Bundock John Forbes Australia                       |
| XXX     | 1997 | Hamilton ( Bermudas)                | Roland Gäbler · René Schwall · Alemania                 | Fernando León Boissier · José Luis Ballester · España   | Mitchell Booth Andrew Beashel Australia                    |
| XXXI    | 1998 | Búzios · ( Brasil)                  | Darren Bundock John Forbes Australia                    | Roland Gäbler · René Schwall · Alemania                 | Fernando León Boissier · José Luis Ballester · España      |
| XXXII   | 1999 | Vallensbæk ( Dinamarca)             | Roman Hagara · Hans-Peter Steinacher · Austria          | Andreas Hagara · Wolfgang Moser · Austria               | Roland Gäbler · René Schwall · Alemania                    |
| XXXIII  | 2000 | Sídney ( Australia)                 | Roland Gäbler · René Schwall · Alemania                 | Roman Hagara · Hans-Peter Steinacher · Austria          | Jean-Christophe Mourniac Philippe Mourniac Francia         |
| XXXIV   | 2001 | Richards Bay ( Sudáfrica)           | Darren Bundock John Forbes Australia                    | Roman Hagara · Hans-Peter Steinacher · Austria          | Hugh Styles Adam May Reino Unido                           |
| XXXV    | 2002 | Martha's Vineyard ( Estados Unidos) | Darren Bundock John Forbes Australia                    | Olivier Backes Laurent Voiron Francia                   | Mitchell Booth · Herbert Dercksen · Países Bajos           |
| XXXVI   | 2003 | Cádiz · ( España)                   | Darren Bundock John Forbes Australia                    | Leigh McMillan Mark Bulkeley Reino Unido                | Santiago Lange Carlos Espínola Argentina                   |
| XXXVII  | 2004 | Palma de Mallorca · ( España)       | Santiago Lange Carlos Espínola Argentina                | John Lovell Charles Ogletree Estados Unidos             | Darren Bundock John Forbes Australia                       |
| XXXVIII | 2005 | La Rochelle ( Francia)              | Fernando Echávarri · Antón Paz · España                 | Leigh McMillan William Howden Reino Unido               | Xavier Revil Christophe Espagnon Francia                   |
| XXXIX   | 2006 | San Isidro ( Argentina)             | Darren Bundock Glenn Ashby Australia                    | Santiago Lange Carlos Espínola Argentina                | Roman Hagara · Hans-Peter Steinacher · Austria             |
| XL      | 2007 | Cascaes ( Portugal)                 | Fernando Echávarri · Antón Paz · España                 | Carolijn Brouwer · Sébastien Godefroid · Bélgica        | Mitchell Booth · Pim Nieuwenhuis · Países Bajos            |
| XLI     | 2008 | Auckland ( Nueva Zelanda)           | Darren Bundock Glenn Ashby Australia                    | Oskar Johansson · Kevin Stittle · Canadá                | Yann Guichard Alexandre Guyader Francia                    |
| XLII    | 2009 | Bogliaco · ( Italia)                | Darren Bundock Glenn Ashby Australia                    | Thomas Zajac · Thomas Czajka · Austria                  | Iordanis Pasjalidis · Konstantinos Trigonis · Grecia       |
| XLIII   | 2010 | Travemünde · ( Alemania)            | Roland Gäbler · Nahid Gäbler · Alemania                 | Iordanis Pasjalidis · Konstantinos Trigonis · Grecia    | Helge Sach · Jens-Christian Sach · Alemania                |
| XLIV    | 2011 | Ipsach · ( Suiza)                   | Iordanis Pasjalidis · Konstantinos Trigonis · Grecia    | Roland Gäbler · Nahid Gäbler · Alemania                 | Brett Burvill Ryan Duffield Australia                      |
| XLV     | 2012 | Torbole · ( Italia)                 | Iordanis Pasjalidis · Konstantinos Trigonis · Grecia    | Roland Gäbler · Nahid Gäbler · Alemania                 | Matteo Ferraglia · Lorenzo Bianchini · Italia              |
| XLVI    | 2013 | Santa Eulalia · ( España)           | Iordanis Pasjalidis · Konstantinos Trigonis · Grecia    | Roland Gäbler · Nahid Gäbler · Alemania                 | Brett Burvill Faris Aznan Australia                        |
| XLVII   | 2014 | Perth ( Australia)                  | Iordanis Pasjalidis · Konstantinos Trigonis · Grecia    | Brett Burvill Ryan Duffield Australia                   | Roland Gäbler · Nahid Gäbler · Alemania                    |
| XLVIII  | 2015 | Carnac ( Francia)                   | Iordanis Pasjalidis · Konstantinos Trigonis · Grecia    | Roland Gäbler · Nahid Gäbler · Alemania                 | Nikólaos Mavros · Aléxandros Tagarópulos · Grecia          |
| XLIX    | 2016 | Lindau · ( Alemania)                | Iordanis Pasjalidis · Konstantinos Trigonis · Grecia    | Gavin Colby Billy Leonard Australia                     | Brett Burvill · Estela Jentsch ( Alemania) · Australia     |
| L       | 2017 | Salónica · ( Grecia)                | Iordanis Pasjalidis · Petros Konstantinidis · Grecia    | Nikólaos Mavros · Aléxandros Tagarópulos · Grecia       | Bob Baier · Marc Baier · Alemania                          |
| LI      | 2018 | La Grande-Motte ( Francia)          | Iordanis Pasjalidis · Konstantinos Trigonis · Grecia    | Brett Burvill Max Puttman Australia                     | Estela Jentsch · Daniel Brown ( Australia) · Alemania      |
| LII     | 2019 | Takapuna ( Nueva Zelanda)           | Brett Burvill Max Puttman Australia                     | Jörg Steiner · Michael Gloor · Suiza                    | Estela Jentsch · Daniel Brown ( Australia) · Alemania      |
| –       | 2020 | Salónica · ( Grecia)                | Cancelado                                               | Cancelado                                               | Cancelado                                                  |
| LIII    | 2021 | Salónica · ( Grecia)                | Konstantinos Trigonis · Konstantinos Kazantzis · Grecia | Michaela Pavlišová · Marek Pavliš · República Checa     | Nikólaos Mavros · Periklís Edinidis · Grecia               |
| LIV     | 2022 | La Grande-Motte ( Francia)          | Konstantinos Trigonis · Konstantinos Kazantzis · Grecia | Yoann Trécul Thomas Ferrand Francia                     | Brett Burvill · Kirsikka Räisänen ( Finlandia) · Australia |
| LV      | 2023 | Dervio · ( Italia)                  | Yoann Trécul Thomas Ferrand Francia                     | Angelika Kohlendorfer · Calvin Claus · Austria          | Marcel Steiner · Jörg Steiner · Suiza                      |
| LVI     | 2024 | Rímini · ( Italia)                  | Angelika Kohlendorfer · Calvin Claus · Austria          | Marcel Steiner · Ben Steiner · Suiza                    | Yoann Trécul Thomas Ferrand Francia                        |

1. 1 2  Celebrado en el Campeonato Mundial de Vela Olímpica.
2. 1 2 3 4  En estas ediciones se permitió competir juntos a dos regatistas de nacionalidad diferente: la bandera del barco corresponde a la del patrón (el que se pone primero en la lista).

## Medallero histórico
- Actualizado hasta Rímini 2024.

| Núm. | País            | Oro | Plata | Bronce | Total |
| ---- | --------------- | --- | ----- | ------ | ----- |
| 1    | Australia       | 13  | 8     | 10     | 31    |
| 2    | Grecia          | 11  | 2     | 4      | 17    |
| 3    | Alemania        | 7   | 8     | 9      | 24    |
| 4    | Reino Unido     | 6   | 4     | 3      | 13    |
| 5    | Austria         | 5   | 6     | 2      | 13    |
| 6    | Estados Unidos  | 4   | 6     | 5      | 15    |
| 7    | España          | 3   | 2     | 2      | 7     |
| 8    | URSS            | 3   | 1     | 0      | 4     |
| 9    | Francia         | 2   | 4     | 8      | 14    |
| 10   | Italia          | 2   | 2     | 3      | 7     |
| 11   | Argentina       | 1   | 1     | 1      | 3     |
| 12   | Suiza           | 0   | 2     | 1      | 3     |
| 13   | República Checa | 0   | 2     | 0      | 2     |
| 14   | Países Bajos    | 0   | 1     | 3      | 4     |
| 15   | Dinamarca       | 0   | 1     | 1      | 2     |
| 16   | Bélgica         | 0   | 1     | 0      | 1     |
| 16   | Canadá          | 0   | 1     | 0      | 1     |
|      | TOTAL           | 53  | 48    | 48     | 149   |

1. ↑  Incluye las medallas obtenidas por la RFA entre 1949 y 1990.